# 체코 유대인
체코 유대인(체코어: Židé v Česku; 히브리어: יהדות צ'כיה)은 역사적으로 오늘날의 체코(예: 보헤미아, 모라바, 남동부 또는 체코령 실레시아)을 포함한 보헤미아 왕관령의 땅인 체코 땅의 유대인들의 역사는 수세기 전으로 거슬러 올라간다. 유대인들이 10세기 초부터 모라바와 보헤미아에 살았다는 증거가 있다. 유대인 공동체는 특히 16세기와 17세기에 번성했고, 19세기 말과 20세기 초에 다시 번성했다. 지역 유대인들은 홀로코스트에서 대부분 살해되거나 여러 지점에서 추방되었다. 현재 체코에는 약 2,300명의 유대인이 살고 있다.

## 프라하
유대인들은 빠르면 10세기에 프라하에 정착했다고 믿어진다. 16세기는 프라하에서 유대인들에게 "황금의 시대"였다. 그 시대의 유명한 유대인 학자 중 한 명은 마하랄로 알려진 유다 로우벤 베잘렐로, 그는 그의 인생의 대부분을 프라하에서 지도적인 랍비로 지냈다. 그는 요세포프의 옛 유대인 묘지에 묻혔고, 묘비가 온전한 그의 무덤은 여전히 방문할 수 있다. 유명한 전설에 따르면, 골렘(마하랄이 창조한)의 시신은 프라하 공동체의 지니자가 보관되어 있는 스타로나바 유대교 회당의 다락방에 있다고 한다. 1708년에는 유대인이 프라하 인구의 4분의 1을 차지했다.

## 오스트리아-헝가리
체코슬로바키아와 오스트리아-헝가리 이전에 유대인들은 유럽의 이 지역과 오랜 관계를 맺고 있었다. 지난 천 년 동안 600개 이상의 유대인 공동체가 보헤미아 왕국(모라바 포함)에서 생겨났다. 1930년 인구 조사에 따르면 체코슬로바키아(카르파티아 루테니아 포함)의 유대인 인구는 356,830명이었다.

## 홀로코스트

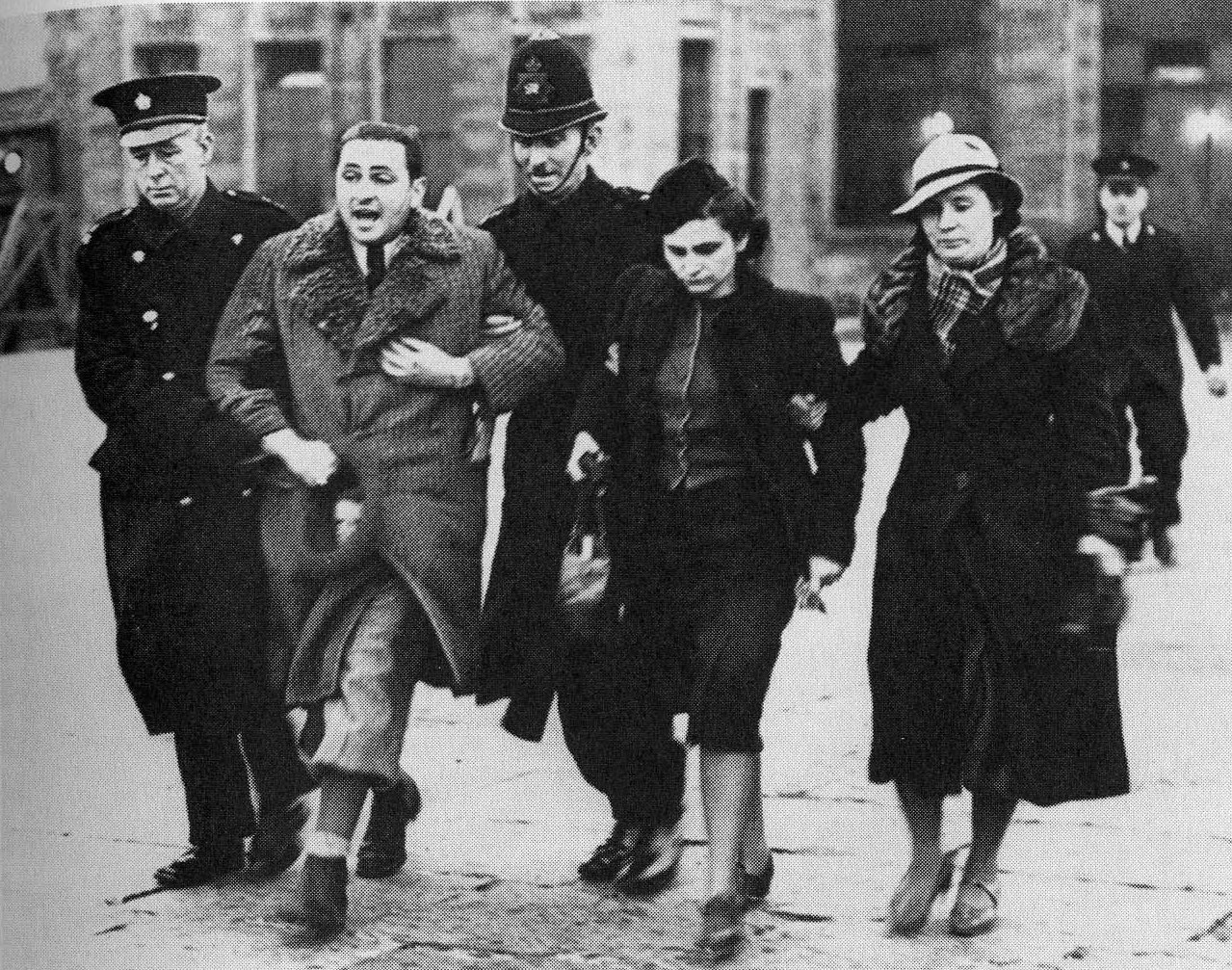
체코슬로바키아에서 온 유대인 난민들은 1939년 3월 31일 영국 크로이돈 공항에서 추방된다.

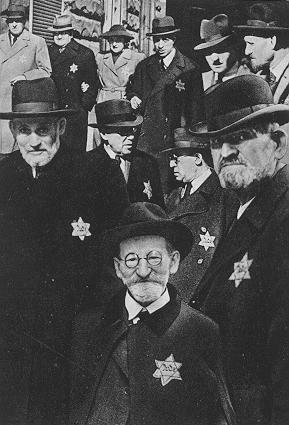
1942년 프라하에서 노란 배지를 단 유대인들

유대계 슬로바키아인들은 대부분 아우슈비츠 강제 수용소, 트레블링카 강제 수용소 등의 강제 수용소로 직접 추방되었고, 대부분의 체코 유대인들은 지역 체코 나치 협력자들의 도움으로 독일 점령군에 의해 테레지엔슈타트 강제 수용소로 추방되었다가 나중에 살해되었다. 그러나 일부 체코 유대인 어린이들은 킨더트랜스포트에 의해 구조되어 영국과 다른 연합국으로 탈출했다. 일부는 전쟁 후 가족들과 재회했고, 많은 사람들은 부모와 친척들을 강제 수용소로 잃었다.
1939년 독일의 침공 당시 보헤미아-모라바 보호령에 살고 있던 118,310명의 유대인 중 26,000명이 합법적이고 불법적으로 이민을 갔고, 80,000명이 나치에 의해 살해당했으며, 10,000명이 강제 수용소에서 살아남았다.

## 오늘날

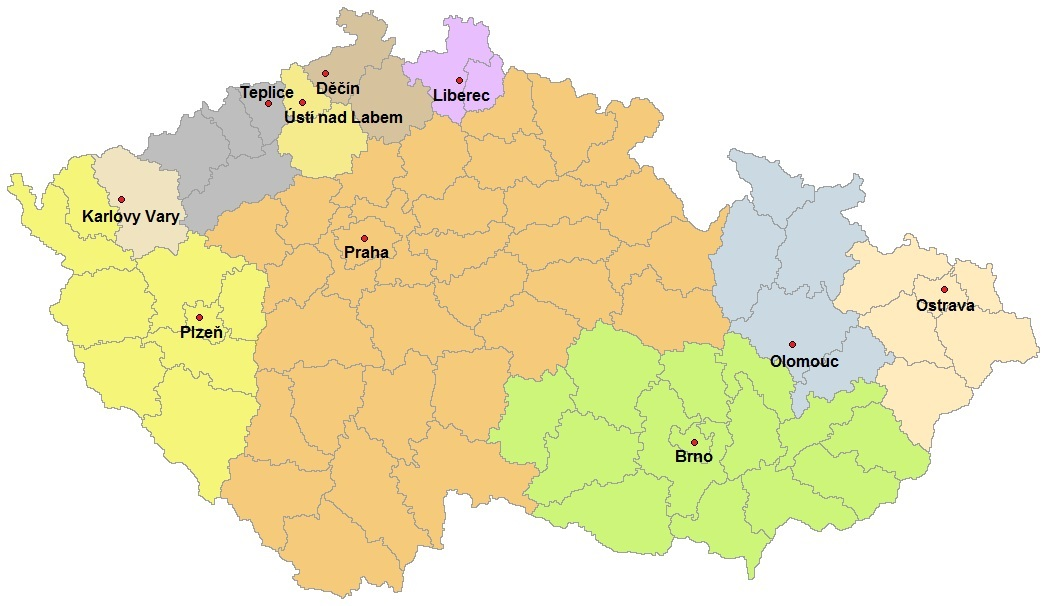
2008년, 체코 내 유대인 공동체와 그 관리의 연합 하에 유대인 공동체

프라하는 전국에서 가장 활기찬 유대인 공동체를 가지고 있다. 여러 유대교 회당이 정기적으로 운영되고 있으며, 3개의 유치원, 1개의 유대인 주간 학교, 2개의 양로원, 5개의 코셔 식당, 2개의 미크바, 1개의 코셔 호텔이 있다. 매달 3개의 다른 유대인 잡지가 발행되고, 프라하 유대인 커뮤니티는 공식적으로 약 1,500명의 회원을 보유하고 있지만, 도시의 실제 유대인 수는 7,000명에서 15,000명으로 훨씬 더 많을 것으로 추정된다. 그러나 독일의 나치와 그에 이은 클레멘트 고트발트의 스탈린주의 정권에 의한 수년간의 박해 때문에 대부분의 사람들은 그렇게 등록되는 것을 편안하게 느끼지 못한다. 게다가, 체코는 유럽에서 가장 세속화되고 무신론적인 국가 중 하나이다.
체코에는 10개의 유대인 공동체가 있으며(보헤미아에 7개, 모라바에 3개), 가장 큰 유대인 공동체는 체코 유대인 전체의 90% 가까이가 살고 있다. 이 나라의 유대인 공동체와 단체들을 위한 최고의 조직은 유대인 공동체 연맹이다. 프라하, 브르노, 올로모우츠, 테플리스, 리베레츠, 플젠, 카를로비바리 등에서 정기적으로 서비스가 제공된다.